# Eugénie Zvonkine
Eugénie Zvonkine (en russe : Евгения Звонкина), née le 21 décembre 1979 à Moscou en Russie, est une historienne, chercheuse, critique de cinéma, spécialiste du cinéma soviétique, russe et ukrainien. Après avoir présenté sa thèse de doctorat à l'université Paris-VIII en 2009 elle devient  maître de conférences puis, en 2022, professeure en cinéma et audiovisuel auprès de cette même université.

## Biographie
Eugénie Zvonkine est d'origine russe et possède le double nationalité russe et française. Elle vit en France, à Paris. C'est sous la direction de Claudine Eizykman (es) qu'elle soutient sa thèse en 2009 sur le sujet :  Les états de la dissonance dans l'œuvre cinématographique de Kira Mouratova (de 1958 à 2009),.
L'autrice mène également un projet financé par l'équipe ESTCA (Esthétique, sciences et technologie du cinéma et de l'audiovisuel) de l'université Paris-VIII et le Labex Arts H2H, accompagné de colloques en français et en anglais. Ce projet aboutit notamment à la publication de l'ouvrage sur le sujet de sa thèse : Kira Mouratova : un cinéma de la dissonance.
Elle poursuit également ses recherches sur l'œuvre du cinéaste Alexeï Guerman.
Elle réalise en 2016 un documentaire intitulé Souvenir de vague (2016) sur la Nouvelle vague kazakhe et ce qu’il en reste.
Le 11 novembre 2017, elle présente, avec plusieurs co-auteurs, dont Joël Chapron, dans le cadre de la  15e semaine du cinéma russe à Paris, un ouvrage collectif qu'elle a dirigé et qui est consacré au cinéma russe depuis les années 1990 jusqu'à ce jour : Cinéma russe contemporain, (r)évolutions.
Depuis 2010, elle a rédigé de nombreux articles dans Les Cahiers du cinéma et dans les revues Studies in Russian and Soviet Cinema(en) et Kinovedceskie zapiski (ru).
Elle réalise un documentaire intitulé Le sentier des absents, qui sort en 2024. Ce dernier porte sur le deuil périnatal à travers le témoignage de plusieurs mères.
Eugénie Zvonkine est interprète tous les ans dans le cadre de la Semaine du cinéma russe à Paris, où elle présente également des films et propose des conférences.

## Publications
- Eugénie Zvonkine (préface de Mikhaïl Iampolski), Kira Mouratova : un cinéma de la dissonance, Lausanne, Paris, L'Âge d'homme, coll. « Histoire et théorie du cinéma. Série Travaux », 2012, 592 p.-XXIV p. de pl.  (ISBN 978-2-8251-4106-9)

Texte remanié de : Thèse de doctorat : Cinéma : Paris 8 : 2009
- Eugénie Zvonkine et collectif, Cinéma russe contemporain, (r)évolutions, Villeneuve-d'Ascq, Presses universitaires du Septentrion, coll. « Arts du spectacle. Images et sons », 2017, 284 p.  (ISBN 978-2-7574-1799-7)
- Regardez attentivement les rêves : Un scénario sans film, Paris, Éditions L'Harmattan, coll. « Le parti pris du cinéma », 2019, 180 p. (ISBN 978-2-343-16766-4)
- Il est difficile d'être un Dieu : Le scénario interdit, Paris, Éditions L'Harmattan, coll. « Le parti pris du cinéma », 2019, 166 p. (ISBN 978-2-343-17722-9, lire en ligne)